# Lagothrix lugens
El mono lanudo colombiano o churuco (Lagothrix lugens)  es una especie de primate platirrino, considerado por la UICN como especie en peligro crítico de extinción, que habita en Colombia y en Venezuela.
Es similar a la especie Lagothrix lagotricha y se considera por parte de algunos académicos subespecie de esta. Como los otros miembros del género es frugívoro, se organizan en grupos numerosos compuestos por machos y hembras de todas las edades.

## Clasificación
La especie fue descrita por Elliot en 1907. En 1963, Fooden, clasifica el género Lagothrix en cuatro subespecies: L. l. lagothricha; L. l. poeppigii; L. l.cana; y L. l. lugens. L. l. lugens fue elevada al rango de especie por Groves en 2005; sin embargo Defler considera que esta clasificación basada solamente en el examen de sus pieles, no es concluyente para L. lagotricha y L. lugens, y las sigue considerando subespecies de L. lagotricha. Investigaciones realizadas en ADN mitocondrial muestran diferencias significativas entre los dos taxones, pero la falta de evidencia de aislamiento reproductivo impide que se puedan clasificar como especies distintas. Otro estudio permite concluir que recientemente existió un evento de cuello de botella en las poblaciones colombianas del género, por lo cual la homogeneidad de estas poblaciones no apoyan la clasificación de L. lugens como especie.

## Distribución
La especie habita al norte del río Guayabero bajo, donde es escaso. Es más común por el piedemonte de la cordillera Oriental en la región de la Serranía de la Macarena. Se extiende de la ladera oriental de la cordillera Oriental hasta los 3000 m s. n. m. En el centro de Colombia se extiende desde el valle del Alto Magdalena hasta el sur del Tolima, al occidente del río Magdalena e históricamente llegaba hasta sur del departamento de Cesar, sobre el margen occidental de la cordillera Oriental. Actualmente se halla al borde de la extinción; existe un enclave aislado en la serranía de San Lucas en el sudeste de Bolívar y norte de Antioquia al extremo norte de la cordillera Central. La población de San Lucas pudo haberse conectado con la población del valle del Alto Magdalena cuando existía bosque allí. L. lugens coincide con Lagothrix lagothricha en alguna parte del departamento de Caquetá, pero no se conoce el sitio con exactitud. No se ha documentado la presencia de la especie en Venezuela, pero es posible que exista en la selva San Camilo, estado de Apure.

## Biología

### Descripción
El pelaje del mono lanudo colombiano oscila entre negro o marrón negruzco hasta gris claro; el vientre, la cabeza, los miembros y la cola tienen un tinte más obscuro. El pelo es corto, denso y suave. La cabeza es grande y redondeada, la cara aplanada y la nariz achatada. El cuerpo es robusto y posee una cola prensil larga y musculosa, con fuerza suficiente para suspender al animal de los árboles, cumpliendo la función de un quinto miembro. La cabeza y tronco mide entre 50,8 y 68,6 cm y la cola entre 60 y 72 cm, con un peso de entre 5,5 y 10,8 kilogramos.

### Hábitat
Se le encuentra en el bosque primario desde baja altura hasta 3000 m s. n. m. También se ha observado en bosques de galería y morichales de los Llanos Orientales de Colombia y en bosques inundables en forma estacional. De un grupo estudiado en el Parque nacional natural Tinigua, Colombia, se observó una preferencia por el bosque maduro (82%) sobre el bosque degradado (11%) y el bosque inundado (5%).

### Dieta
Según estudios realizados en el parque nacional natural La Macarena y la serranía de San Lucas, se estableció que su dieta es principalmente frugívora (83%) y folívora (14%), consumiendo también brotes, flores, néctar y cortezas. En el Parque Tinigua se documentó un tamaño de los grupos de 14 a 33 animales. Uno de los grupos, compuesto por 17 individuos, 4 machos adultos, 5 hembras, 1 macho subadulto, una hembra subadulta, 2 machos y dos hembras, tenía un territorio de 169 ha.

### Reproducción
La madurez tardía y los largos periodos intergenésicos de alrededor de 3 años, hace difícil la recuperación de la caza y otras amenazas. Las hembras son fértiles hasta los 5 o 6 años cuando dejan su grupo natal, pero no conciben sino hasta 1,5 a 3 años después. El ciclo sexual dura alrededor de 25 días y paren un infante cada 2 años.

## Conservación
En la Lista Roja de la UICN se considera una especie en en peligro crítico de extinción, debido a que se calcula que la población de esta especie tendrá un declive del 80% en los próximos 45 años (tres generaciones) debido principalmente al efecto de la pérdida de su hábitat y la caza.